# Marie-Édouard Mununu-Kasiala
Marie-Édouard Mununu-Kasiala (ur. 15 sierpnia 1936 w Bakanga-Pindi, zm. 5 grudnia 2022 w Brukseli) – duchowny rzymskokatolicki z Demokratycznej Republiki Konga, w latach 1986–2016 biskup Kikwit.

## Życiorys
Święcenia kapłańskie przyjął 20 sierpnia 1967. 8 listopada 1984 został prekonizowany biskupem pomocniczym Kikwit ze stolicą tytularną Aquae Flaviae. Sakrę biskupią otrzymał 24 marca 1985. 10 marca 1986 objął urząd ordynariusza. 19 listopada 2016 przeszedł na emeryturę.